# Eupithecia encoensis
Eupithecia encoensis es una especie de polilla de la familia Geometridae. La especie fue descrita por primera vez por Frederick Hastings Rindge habiendo sido descrita en 1987, con distribución en la Región de Los Lagos, Chile. El hábitat está formado por la Provincia Biótica del Bosque Valdiviano. El holotipo de la especie fue descrita en el sector de Enco, de ahí su nombre, a orillas del lago Riñihue, a una altitud de 200 metros (656,2 pies).

## Descripción
La longitud de las alas anteriores es de unos 11 milímetros (0,4 plg) en las hembras. Las alas anteriores son de color marrón con escamas de color marrón negruzco. Las alas traseras son de color gris parduzco pálido, con escamas de color marrón y marrón negruzco a lo largo del margen anal y el margen exterior. 
Los palpos son de color marrón negruzco en las hembras y se extienden más allá del frente de los ojos una distancia de 1,1 a 1,2 veces el diámetro del ojo.
Se han registrado adultos volando en enero y febrero.